# Husayn Muruwwa
Husayn Muruwwa (1910-1987) fou un periodista i crític literari libanès. A la seva obra Materialist Trends in Arabic-Islamic Philosophy (2 vols., 1979) exposà una revisió marxista dels textos tradicionals àrabs.